# John Lee Hiong Fun-Yit Yaw

Coat of arms of John Lee Hiong Fun Yit Yaw

John Lee Hiong Fun-Yit Yaw (* 5. Oktober 1933 in Jesselton, Britisch-Nordborneo, Malaysia) ist emeritierter Erzbischof von Kota Kinabalu.

## Leben
John Lee Hiong Fun-Yit Yaw empfing am 27. Dezember 1964 die Priesterweihe.
Papst Johannes Paul II. ernannte ihn am 30. März 1987 zum Bischof von Kota Kinabalu. Die Bischofsweihe spendete ihm der Erzbischof von Kuching, Peter Chung Hoan Ting, am 26. Juni desselben Jahres; Mitkonsekratoren waren Anthony Soter Fernandez, Erzbischof von Kuala Lumpur, und Gregory Yong Sooi Ngean, Erzbischof von Singapur.
Mit der Erhebung zum Erzbistum am 23. Mai 2008 wurde er zum Erzbischof von Kota Kinabalu ernannt.
Am 1. Dezember 2012 nahm Papst Benedikt XVI. sein aus Altersgründen vorgebrachtes Rücktrittsgesuch an.